# Dactylocladus
Dactylocladus é um género botânico pertencente à família Crypteroniaceae.